# Travis Kelce
Travis Michael Kelce (Cleveland Heights, 5 ottobre 1989) è un giocatore di football americano e attore statunitense che milita nel ruolo di tight end per i Kansas City Chiefs della National Football League (NFL). Fu scelto nel corso del terzo giro (63º assoluto) del Draft NFL 2013 dai Chiefs. Al college ha giocato a football all’Università di Cincinnati. È il fratello minore di Jason Kelce, ex centro dei Philadelphia Eagles.

## Carriera

### Kansas City Chiefs

#### Stagione 2013
Kelce fu scelto nel corso del terzo giro del Draft 2013 dai Kansas City Chiefs. Debuttò come professionista nella settimana 2 contro i Dallas Cowboys e quella fu la sua unica presenza nella sua stagione da rookie.

#### Stagione 2014
Il primo touchdown in carriera Kelce lo segnò nella settimana 3 della stagione 2014 contro i Miami Dolphins e andò a segno anche nelle due settimane successive, nella vittoria nel Monday Night Football contro i Patriots e nella sconfitta contro i San Francisco 49ers. Impostosi come il nuovo tight end titolare della squadra, tornò a segnare nella settimana 9 nella vittoria casalinga sui New York Jets. Il quinto e ultimo touchdown stagionale lo mise a segno nel quindicesimo turno, in cui i Chiefs batterono i Raiders, interrompendo una striscia di tre sconfitte consecutive. La sua seconda stagione si chiuse con 67 ricezioni , guidando i Chiefs con 862 yard ricevute e disputando tutte le 16 partite, di cui 11 come titolare.

#### Stagione 2015

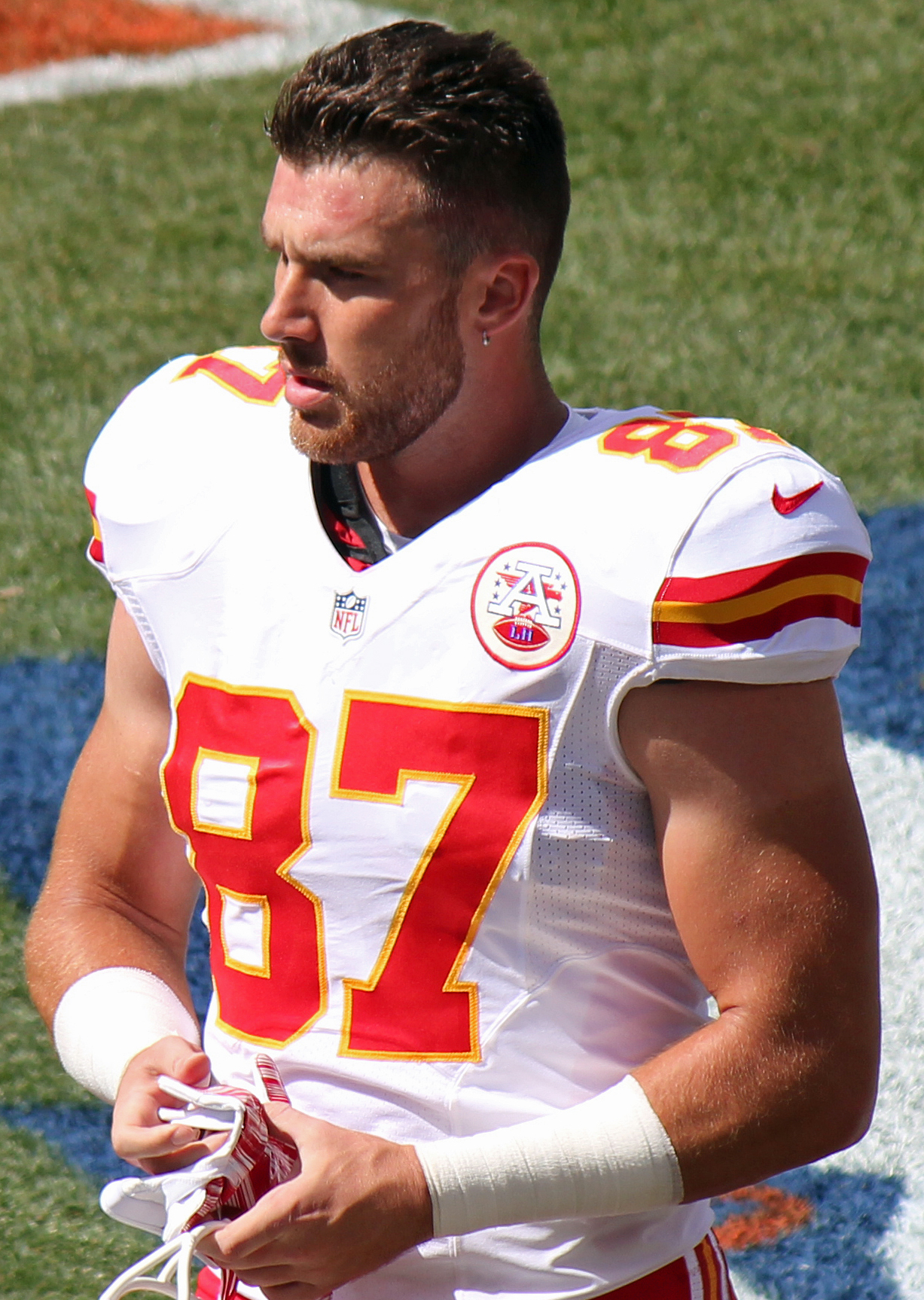
Kelce nel 2014

Nella prima gara della stagione 2015, Kelce andò subito a segno due volte. A fine stagione fu convocato per il primo Pro Bowl in carriera dopo essersi classificato al secondo posto dei Chiefs in yard ricevute (875) e TD su ricezione (5). Nella gara del turno delle wild card dei playoff contro i Texans, guidò la squadra con 128 yard ricevute nel 30-0 finale che portò i Chiefs a conquistare la prima vittoria nella post-season dal 1994.

#### Stagione 2016
Nel 2016, Kelce terminò con un nuovo primato personale di 1.125 yard e 4 touchdown, venendo convocato per il secondo Pro Bowl consecutivo e inserito nel First-team All-Pro. I Chiefs vinsero la propria division con un record di 12-4 ma furono subito eliminati nel divisional round dei playoff dai Pittsburgh Steelers.

#### Stagione 2017
Nel 2017 Kelce fu convocato per il suo terzo Pro Bowl e inserito nel Second-team All-Pro dopo avere ricevuto 1.038 yard e 8 touchdown.

#### Stagione 2018

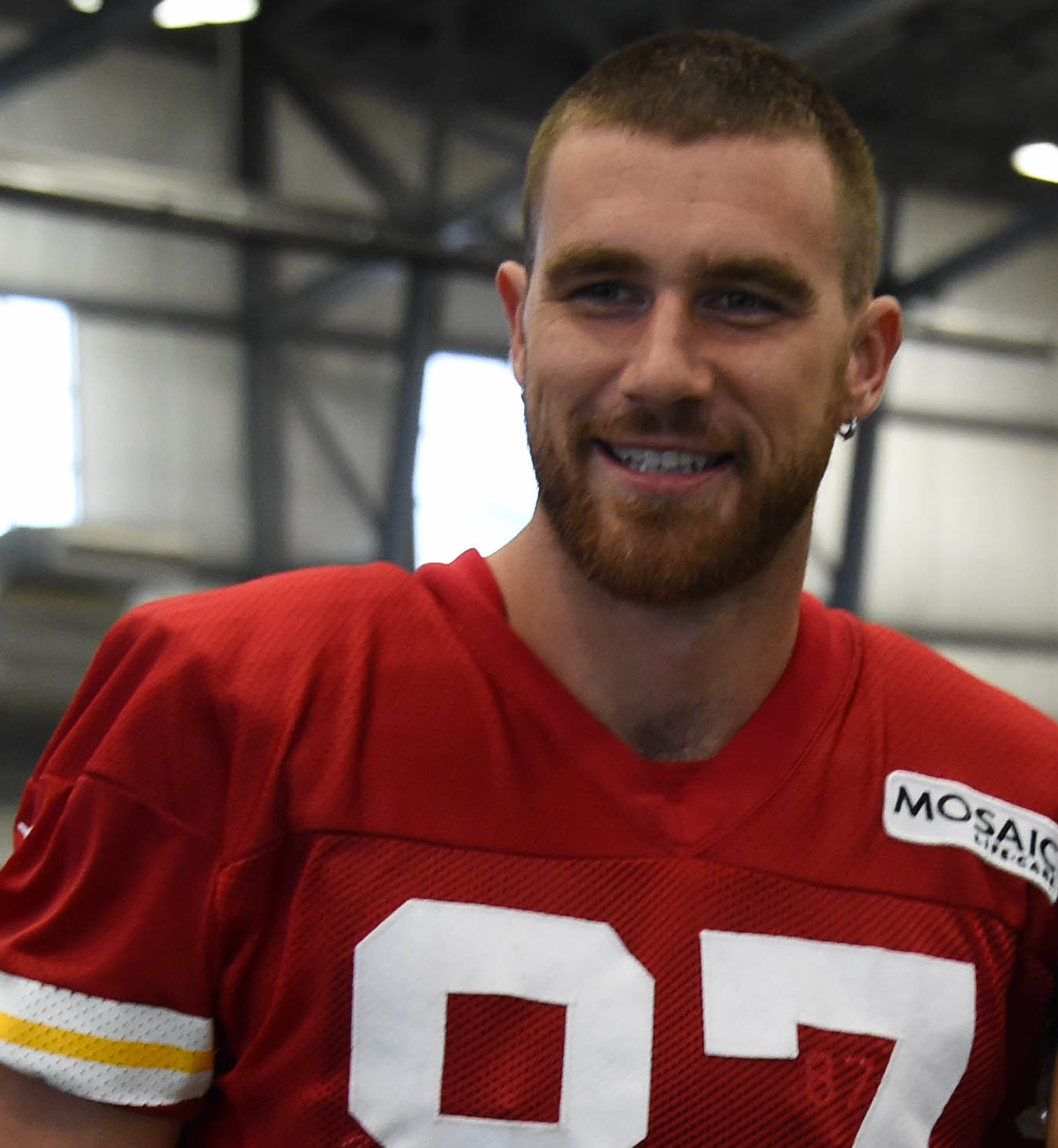
Kelce nel 2018

Nel 2018, Kelce beneficiò dell'ascesa del nuovo quarterback Patrick Mahomes, che vinse il titolo di MVP della NFL. Nel secondo turno ricevette 6 passaggi per 106 yard e 2 touchdown nella vittoria sui Pittsburgh Steelers. Superò le 100 yard ricevute anche in due delle successive tre gare. Nella vittoria della settimana 11 su Oakland, Kelce stabilì due nuovi primati personali con 12 ricezioni per 168 yard, inclusi due touchdown nel primo tempo. Nell'ultima parte della stagione regolare la sua produzione statistica si abbassò leggermente ma stabilì comunque un nuovo record NFL per yard ricevute da parte di un tight end, primato che resistette però meno di un'ora prima di essere superato da George Kittle dei San Francisco 49ers. La sua stagione regolare si chiuse con 103 ricezioni per 1.336 yard e 10 TD, venendo convocato per il quarto Pro Bowl consecutivo e inserito nel First-team All-Pro.

#### Stagione 2019
Nel quindicesimo turno della stagione 2019, con 142 yard ricevute nella vittoria sui Denver Broncos, Kelce divenne il primo tight end della storia a ricevere 1.000 yard in quattro stagioni consecutive. A fine stagione fu convocato per il suo quinto Pro Bowl dopo essersi classificato quarto nella NFL con 1.229 yard ricevute, con 5 touchdown. Nel divisional round dei playoff trascinò i Chiefs a rimontare uno svantaggio di 24 punti, il più ampio della storia della franchigia, con 134 yard ricevute e 3 touchdown contro gli Houston Texans. Il 2 febbraio 2020 ricevette 6 passaggi per 43 yard e un touchdown nel Super Bowl LIV contro i San Francisco 49ers che i Chiefs vinsero per 31-20, conquistando il primo titolo dopo cinquant'anni.

#### Stagione 2020
Il 13 agosto 2020 Kelce firmò con i Chiefs un rinnovo quadriennale del valore di 57 milioni di dollari. La sua stagione si chiuse con un record NFL per un tight end di 1.416 yard ricevute (secondo nella NFL) e al quinto posto con 105 ricezioni, venendo convocato per il suo sesto Pro Bowl (non disputato a causa della pandemia di COVID-19). Nel divisional round dei playoff ricevette 109 yard e un touchdown nella vittoria sui Cleveland Browns. Nella finale della AFC ricevette un record NFL per una finale di conference di 13 passaggi, con 118 yard ricevute e 2 touchdown nella vittoria sui Buffalo Bills che qualificò i Chiefs al secondo Super Bowl consecutivo, perso contro i Tampa Bay Buccaneers.

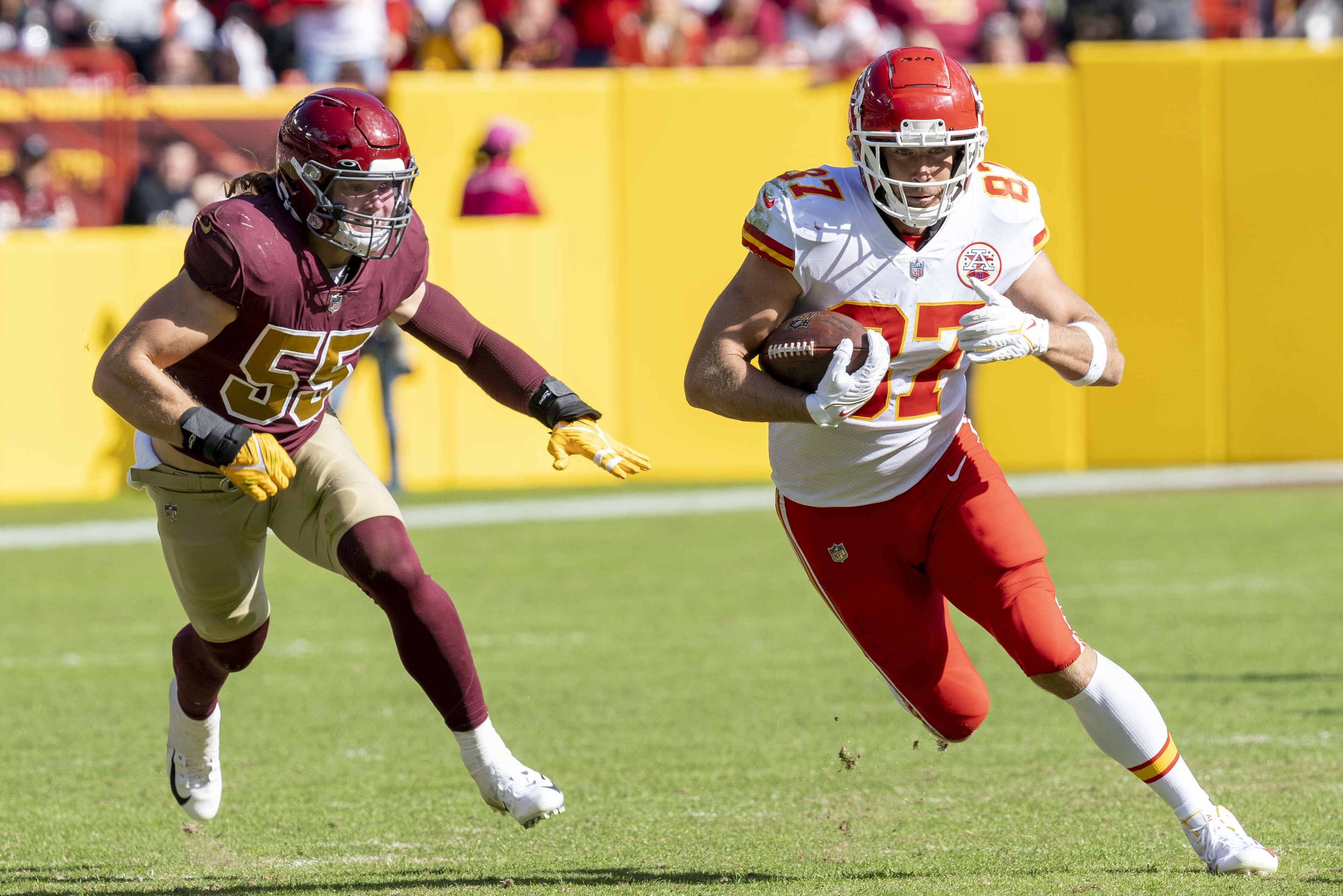
Kelce contro il Washington Football Team nel 2021

#### Stagione 2021
Nel 2021 Kelce fu convocato per il suo settimo Pro Bowl e inserito nel Second-team All-Pro dopo avere fatto registrare 92 ricezioni per 1.125 yard e 9 marcature. I Chiefs arrivarono fino alla quarta finale di conference consecutiva ma persero ai tempi supplementari contro i Cincinnati Bengals.

#### Stagione 2022
Nel 2022 Kelce aprì la stagione con 121 yard ricevute e un touchdown nella vittoria sugli Arizona Cardinals. Nella settimana 5 pareggiò il record di franchigia segnando 4 touchdown su ricezione e contribuendo a rimontare uno svantaggio di 17 punti ai Las Vegas Raiders, andando a vincere per 30-29 nel Monday Night Football. Nell'undicesimo turno, nella vittoria in rimonta sui Chargers, ricevette 6 passaggi per 115 yard e 3 touchdown, venendo premiato come giocatore offensivo della AFC della settimana. Nel quattordicesimo turno divenne il quinto tight end della storia a superare le 10.000 yard ricevute in carriera, il più rapido tra i pari ruolo a toccare quel traguardo. A fine stagione fu convocato per il suo ottavo Pro Bowl e inserito nel First-team All-Pro dopo essersi classificato terzo nella NFL con 110 ricezioni e secondo con 12 touchdown su ricezione. Nel divisional round stabilì un record NFL per un tight end nei playoff con 14 ricezioni (a una sola dal record assoluto) nella vittoria sui Jaguars. La sua partita terminò con 98 yard ricevute e 2 touchdown. Nella finale della AFC segnò un touchdown e con 78 yard si portò al secondo posto di tutti i tempi per yard ricevute nei playoff, dietro solo a Jerry Rice. I Chiefs batterono i Bengals per 23-20, qualificandosi per il suo terzo Super Bowl. Il 12 febbraio 2023 nel Super Bowl LVII vinto contro i Philadelphia Eagles di suo fratello Jason per 38-35, Kelce guidò i Chiefs con 81 yard ricevute e un touchdown, conquistando il suo secondo titolo.

#### Stagione 2023

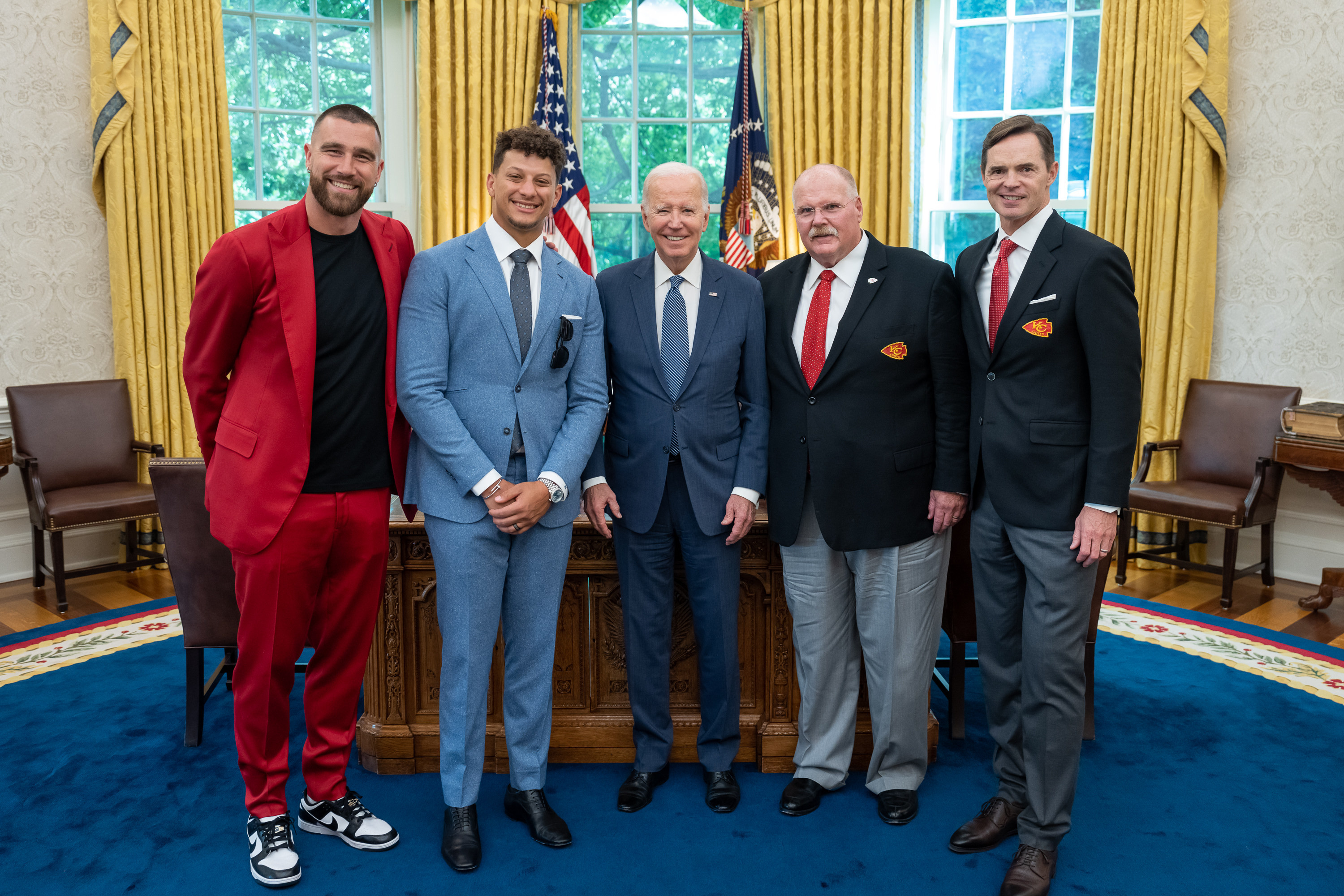
Kelce (primo da sinistra) con il presidente americano Joe Biden nel 2023

Nel quinto turno Kelce fu costretto ad abbandonare zoppicando la partita contro i Minnesota Vikings ma riuscì a rientrare in campo nel finale, segnando il touchdown della vittoria per 27-20. Due settimane dopo fece registrare i nuovi massimi stagionali in ricezioni (12) e yard ricevute (179), oltre a un touchdown, nella vittoria sui Chargers. A fine stagione fu convocato per il suo nono Pro Bowl dopo avere fatto registrare 93 ricezioni per 984 yard e 5 touchdown.
Nella vittoria nel divisional round contro i Bills, Kelce segnò due touchdown su ricezione. Nella vittoria nella finale della AFC contro i Ravens ricevette 11 passaggi per 116 yard e un touchdown, superando il record di Jerry Rice per ricezioni nei playoff e pareggiando quello dello stesso Rice per gare con più di cento yard ricevute. Nel Super Bowl LVIII, i Chiefs vinsero per 25–22 nel secondo Super Bowl della storia a terminare ai tempi supplementari, vincendo il suo terzo anello. I Chiefs divennero così la prima squadra a vincere due titoli consecutivi dai New England Patriots nel 2003 e 2004. Durante la partita, dopo una palla persa dai Chiefs mentre Kelce non era in campo, fu mostrato inveire contro il capo-allenatore Andy Reid chiedendo di rimanere in campo. Durante l'incidente, Kelce spinse Reid facendogli perdere l'equilibrio, venendo criticato da diversi analisti. Kelce disse di essersi pentito delle sue azioni e che esse erano inaccettabili.

#### Stagione 2024
Il 29 aprile 2024 Kelce firmò un nuovo contratto biennale del valore di 34,5 milioni di dollari con i Chiefs che lo rese il tight end più pagato della lega. Ebbe tuttavia una partenza lenta, fino a che nella settimana 8 fece registrare i nuovi massimi stagionali in ricezioni (10) e yard ricevute (90) segnando anche il primo touchdown del 2024 nella vittoria sui Raiders che mantenne i Chiefs imbattuti. Nel penultimo turno contro i Pittsburgh Steelers superó le mille ricezioni in carriera e con un touchdown nel quarto periodo superó Tony Gonzalez come leader di tutti i tempi dei Chiefs per marcature su ricezione in carriera. A fine stagione fu convocato per il suo decimo Pro Bowl. Nel divisional round dei playoff ricevette 7 passaggi per 117 yard e un touchdown nella vittoria per 23-14 sui Texans.

## Palmarès

### Franchigia
- Super Bowl : 3

Kansas City Chiefs: LIV, LVII, LVIII
- American Football Conference Championship: 5

Kansas City Chiefs: 2019, 2020, 2022, 2023, 2024

### Individuale
- Convocazioni al Pro Bowl: 10

2015, 2016, 2017, 2018, 2019, 2020, 2021, 2022, 2023, 2024
- MVP del Pro Bowl: 1

2016
- First-team All-Pro: 4

2016, 2018, 2020, 2022
- Second-team All-Pro: 2

2017, 2021
- Giocatore offensivo della AFC della settimana: 2

15ª del 2021, 11ª del 2022
- Club delle 10.000 yard ricevute in carriera
- Formazione ideale della NFL degli anni 2010

## Statistiche

### Stagione regolare
| Stagione | Stagione | Stagione | Stagione | Ricezioni | Ricezioni | Ricezioni | Ricezioni | Ricezioni |     | Fumble | Fumble |
| Anno     | Squadra  | P        | PT       | Ricezioni | Ricezioni | Ricezioni | Ricezioni | Ricezioni |     | Fumble | Fumble |
| Anno     | Squadra  | P        | PT       | Ric       | Yard      | Media     | Max       | TD        | Fmb | Persi  |        |
| -------- | -------- | -------- | -------- | --------- | --------- | --------- | --------- | --------- | --- | ------ | ------ |
| 2013     | KAN      | 1        | 0        | 0         | 0         | 0,0       | 0         | 0         | 0   | 0      |        |
| 2014     | KAN      | 16       | 11       | 67        | 862       | 12,9      | 34        | 5         | 4   | 3      |        |
| 2015     | KAN      | 16       | 16       | 72        | 875       | 12,2      | 42        | 5         | 2   | 2      |        |
| 2016     | KAN      | 16       | 15       | 85        | 1 125     | 13,2      | 80        | 4         | 0   | 0      |        |
| 2017     | KAN      | 15       | 15       | 83        | 1 038     | 12,5      | 44        | 8         | 0   | 0      |        |
| 2018     | KAN      | 16       | 16       | 103       | 1 336     | 13,0      | 43        | 10        | 2   | 1      |        |
| 2019     | KAN      | 16       | 16       | 97        | 1 229     | 12,7      | 47        | 5         | 1   | 1      |        |
| 2020     | KAN      | 15       | 15       | 105       | 1 416     | 13,5      | 45        | 11        | 1   | 1      |        |
| 2021     | KAN      | 16       | 16       | 92        | 1 125     | 12,2      | 69        | 9         | 1   | 1      |        |
| 2022     | KAN      | 17       | 17       | 110       | 1 338     | 12,2      | 52        | 12        | 1   | 1      |        |
| 2023     | KAN      | 15       | 15       | 93        | 984       | 10,6      | 53        | 5         | 1   | 1      |        |
| 2024     | KAN      | 12       | 12       | 75        | 637       | 8,5       | 38        | 2         | 2   | 1      |        |
| Totale   | Totale   | 171      | 164      | 982       | 11 965    | 12,2      | 80        | 76        | 15  | 12     |        |

### Play-off
| Stagione | Stagione | Stagione | Stagione | Ricezioni | Ricezioni | Ricezioni | Ricezioni | Ricezioni |     | Fumble | Fumble |
| Anno     | Squadra  | P        | PT       | Ricezioni | Ricezioni | Ricezioni | Ricezioni | Ricezioni |     | Fumble | Fumble |
| Anno     | Squadra  | P        | PT       | Ric       | Yard      | Media     | Max       | TD        | Fmb | Persi  |        |
| -------- | -------- | -------- | -------- | --------- | --------- | --------- | --------- | --------- | --- | ------ | ------ |
| 2015     | KAN      | 2        | 2        | 14        | 151       | 10,8      | 48        | 0         | 0   | 0      |        |
| 2016     | KAN      | 1        | 1        | 5         | 77        | 15,4      | 24        | 0         | 0   | 0      |        |
| 2017     | KAN      | 1        | 1        | 4         | 66        | 16,5      | 27        | 1         | 0   | 0      |        |
| 2018     | KAN      | 2        | 2        | 10        | 131       | 13,1      | 30        | 1         | 0   | 0      |        |
| 2019     | KAN      | 3        | 3        | 19        | 207       | 10,9      | 28        | 4         | 0   | 0      |        |
| 2020     | KAN      | 3        | 3        | 31        | 360       | 11,6      | 33        | 3         | 0   | 0      |        |
| 2021     | KAN      | 3        | 3        | 23        | 299       | 13,0      | 48        | 3         | 0   | 0      |        |
| 2022     | KAN      | 3        | 3        | 27        | 257       | 9,5       | 22        | 4         | 1   | 0      |        |
| 2023     | KAN      | 4        | 4        | 32        | 355       | 11,1      | 29        | 3         | 0   | 0      |        |
| Totale   | Totale   | 22       | 22       | 165       | 1 903     | 11,5      | 48        | 19        | 1   | 0      |        |

Fonte: Pro Football Reference
In grassetto i record in carriera —      leader della lega in stagione —      record della NFL —      vincitore del Super Bowl.
Statistiche aggiornate alla settimana 13 della stagione 2024

## Controversie
Il 28 luglio 2023, Travis Kelce ha picchiato il suo compagno di squadra Dicaprio Bootle dopo una disputa durante gli allenamenti, richiedendo l'intervento di due membri della sicurezza. Il giorno seguente, 29 luglio 2023, durante un altro allenamento dei Chiefs, in seguito a un touchdown di Patrick Mahomes, Travis Kelce ha criticato il gioco di Jack Cochrane e ha preso a pugni il suo stesso compagno di squadra, generando una rissa. L'11 febbraio 2024, durante il Super Bowl, Travis Kelce ha afferrato il braccio sinistro e urlato in faccia all'allenatore Andy Reid, facendolo inciampare; il compagno di squadra Jerick McKinnon è dovuto intervenire, portando via Kelce mentre questi stava ancora urlando contro l'allenatore.